# Aix-la-Fayette
Pour les articles homonymes, voir Aix et Fayette.
Aix-la-Fayette est une commune française située dans le département du Puy-de-Dôme, en région Auvergne-Rhône-Alpes.

## Géographie
La commune est située au cœur des monts du Livradois, dans le sud-ouest du parc naturel régional Livradois-Forez, à environ (distances routières) :
- 67 km au sud-est de Clermont-Ferrand (chef-lieu du département) ;
- 33 km à l'est d'Issoire ;
- 8,5 km au nord de Saint-Germain-l'Herm (chef-lieu de canton jusqu'en 2015) ;
- 26 km à l'ouest d'Ambert (chef-lieu d'arrondissement).

### Lieux-dits et écarts
La Bessière, le Bourg, les Bruyères, Chalimbe, le Cros, Fangonnet, la Fayette, la Fayolle, les Fougères, l'Hôpital, Ladoux, Limoges, Maison Neuve, les Martinanches, le Rouvet, Thirel.

### Communes limitrophes
Quatre communes sont limitrophes d'Aix-la-Fayette :
|                         | Échandelys           |          |
| Saint-Genès-la-Tourette | Aix-la-Fayette       | Fournols |
|                         | Saint-Germain-l'Herm |          |

### Climat
Pour des articles plus généraux, voir Climat d'Auvergne-Rhône-Alpes et Climat du Puy-de-Dôme.
En 2010, le climat de la commune est de type climat des marges montagnardes, selon une étude du Centre national de la recherche scientifique s'appuyant sur une série de données couvrant la période 1971-2000. En 2020, Météo-France publie une typologie des climats de la France métropolitaine dans laquelle la commune est exposée à un climat de montagne ou de marges de montagne et est dans la région climatique Nord-est du Massif Central, caractérisée par une pluviométrie annuelle de 800 à 1 200 mm, bien répartie dans l’année.
Pour la période 1971-2000, la température annuelle moyenne est de 8,5 °C, avec une amplitude thermique annuelle de 15,4 °C. Le cumul annuel moyen de précipitations est de 939 mm, avec 10,3 jours de précipitations en janvier et 7,9 jours en juillet. Pour la période 1991-2020, la température moyenne annuelle observée sur la station météorologique de Météo-France la plus proche, « Saint-Germain-L Herm », sur la commune de Saint-Germain-l'Herm à 7 km à vol d'oiseau, est de 8,0 °C et le cumul annuel moyen de précipitations est de 1 067,3 mm,. Pour l'avenir, les paramètres climatiques de la commune estimés pour 2050 selon différents scénarios d'émission de gaz à effet de serre sont consultables sur un site dédié publié par Météo-France en novembre 2022.

## Urbanisme

### Typologie
Au 1er janvier 2024, Aix-la-Fayette est catégorisée commune rurale à habitat très dispersé, selon la nouvelle grille communale de densité à sept niveaux définie par l'Insee en 2022.
Elle est située hors unité urbaine et hors attraction des villes,.

### Occupation des sols
L'occupation des sols de la commune, telle qu'elle ressort de la base de données européenne d’occupation biophysique des sols Corine Land Cover (CLC), est marquée par l'importance des forêts et milieux semi-naturels (67,1 % en 2018), une proportion sensiblement équivalente à celle de 1990 (66,8 %). La répartition détaillée en 2018 est la suivante : forêts (67,1 %), prairies (32,7 %), zones agricoles hétérogènes (0,2 %). L'évolution de l’occupation des sols de la commune et de ses infrastructures peut être observée sur les différentes représentations cartographiques du territoire : la carte de Cassini (XVIIIe siècle), la carte d'état-major (1820-1866) et les cartes ou photos aériennes de l'IGN pour la période actuelle (1950 à aujourd'hui).

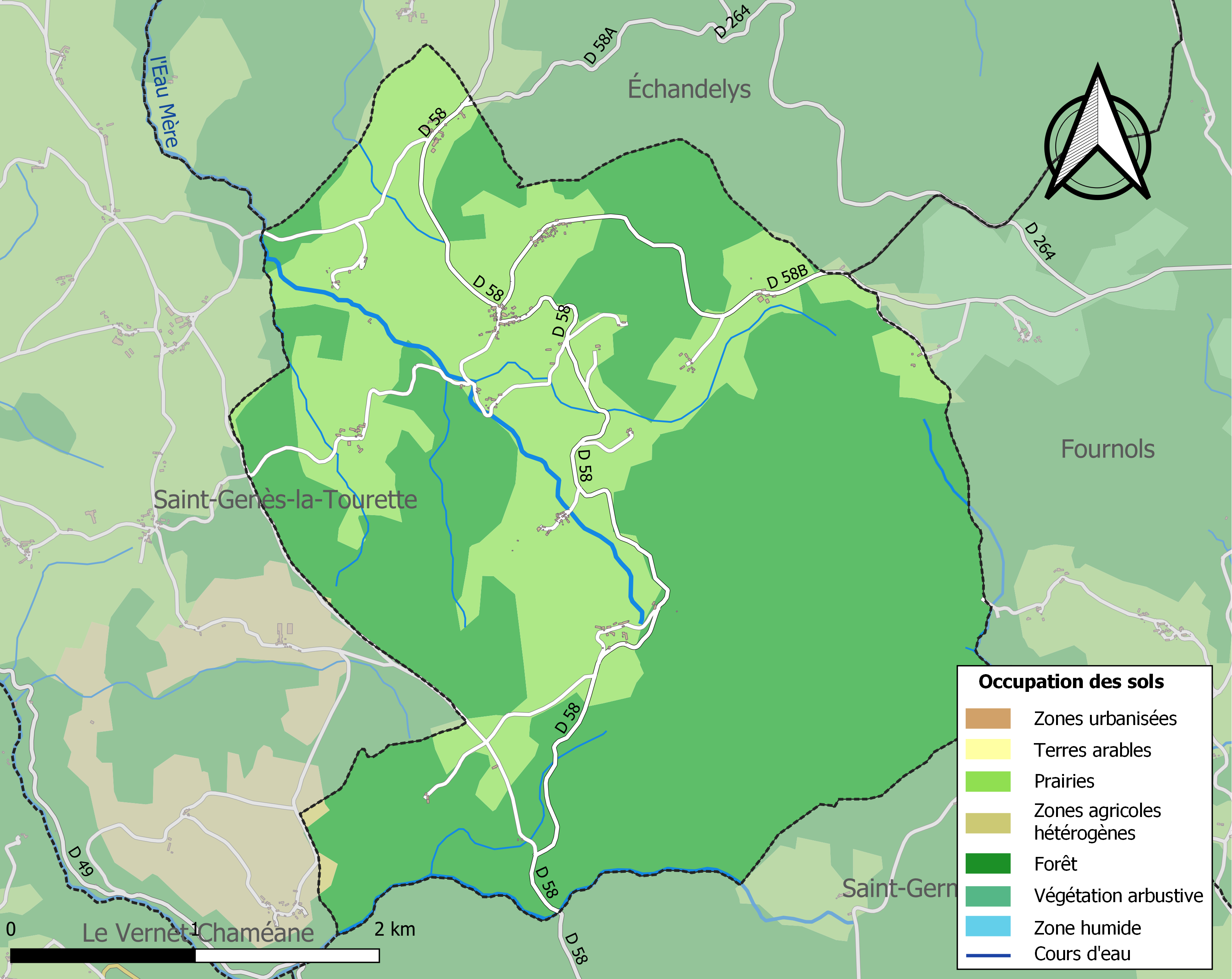
Carte des infrastructures et de l'occupation des sols de la commune en 2018 (CLC).

### Habitat et logement
En 2018, le nombre total de logements dans la commune était de 117, alors qu'il était de 114 en 2013 et de 124 en 2008.
Parmi ces logements, 41,8 % étaient des résidences principales, 45,2 % des résidences secondaires et 13 % des logements vacants. Ces logements étaient pour 97,4 % d'entre eux des maisons individuelles et pour 2,6 % des appartements.
Le tableau ci-dessous présente la typologie des logements à Aix-la-Fayette en 2018 en comparaison avec celle du Puy-de-Dôme et de la France entière. Une caractéristique marquante du parc de logements est ainsi une proportion de résidences secondaires et logements occasionnels (45,2 %) supérieure à celle du département (10,1 %) et à celle de la France entière (9,7 %). Concernant le statut d'occupation de ces logements, 89,6 % des habitants de la commune sont propriétaires de leur logement (87,2 % en 2013), contre 61,5 % pour le Puy-de-Dôme et 57,5 pour la France entière.
| Typologie                                               | Aix-la-Fayette | Puy-de-Dôme | France entière |
| ------------------------------------------------------- | -------------- | ----------- | -------------- |
| Résidences principales (en %)                           | 41,8           | 79,5        | 82,1           |
| Résidences secondaires et logements occasionnels (en %) | 45,2           | 10,1        | 9,7            |
| Logements vacants (en %)                                | 13             | 10,4        | 8,2            |

## Histoire
Aix fut le premier fief de la famille de La Fayette, dont le plus illustre représentant est Gilbert Motier, marquis de La Fayette (1757-1834). Toutefois, à l'époque où celui-ci vivait, la famille avait déjà migré depuis plus d'un siècle vers des terres au climat plus clément, à Chavaniac-Lafayette (Haute-Loire) puis à Versailles et à Paris.
Du petit château originel, il ne subsiste que des soubassements, sur lesquels fut édifiée une habitation particulière, depuis laquelle, par beau temps, on a une vue agréable sur les volcans d'Auvergne, principalement le Puy de Dôme et le Sancy.
Sous l'Ancien Régime, le vocable de la paroisse était Saint-Julien.

## Politique et administration

### Liste des maires
| Période                                  | Période                             | Identité                            | Étiquette | Qualité                        |
| ---------------------------------------- | ----------------------------------- | ----------------------------------- | --------- | ------------------------------ |
| Les données manquantes sont à compléter. |                                     |                                     |           |                                |
| novembre 1799                            | juin 1800                           | Jean Croze                          |           | ancien curé                    |
| juin 1800                                | 24 avril 1802 (4 floréal an X)      | Jean Croze                          |           | ancien curé                    |
| 2 mai 1802 (12 floréal an X)             | 18 juillet 1803 (29 messidor an XI) | Jean Duchet                         |           |                                |
| 18 juillet 1803 (29 messidor an XII)     | 16 février 1816                     | Jean Faurie                         |           |                                |
| 16 février 1816                          | 16 février 1826 (décès)             | Étienne Coudeyras                   |           |                                |
| 16 février 1826                          | 1827                                | Jean Faurie (intérim)               |           | ancien maire                   |
| 1827                                     | 25 mars 1838                        | Joseph Force                        |           |                                |
| 22 octobre 1838                          | 20 novembre 1846                    | Jacques-Charles Sauvadet            |           |                                |
| 20 novembre 1846                         | 20 novembre 1846                    | Benoît Force (démissionne aussitôt) |           |                                |
| 20 novembre 1846                         | 24 février 1848                     | Jean Redon                          |           |                                |
| 24 février 1848                          | 3 septembre 1848                    | Jacques-Charles Sauvadet (intérim)  |           |                                |
| 3 septembre 1848                         | 24 avril 1852 (décès)               | Jean Redon                          |           |                                |
| 24 avril 1852                            | 26 juillet 1852                     | Jacques-Charles Sauvadet (intérim)  |           |                                |
| 26 juillet 1852                          | 10 août 1865                        | Jacques-Charles Sauvadet            |           |                                |
| 10 août 1865                             | 29 décembre 1867 (décès)            | L.-M. Auguste Redon                 |           |                                |
| 1er février 1868                         | 22 août 1870 (intérim)              | Joseph Coudeyras                    |           |                                |
| 22 août 1870                             | 1884                                | Joseph Coudeyras                    |           |                                |
| 1884                                     | 1919                                | Benoît Marquet                      |           |                                |
| 1919                                     | 1928                                | Benoît Michy (décès)                |           |                                |
| 1928                                     | juillet 1944 (décès)                | Robert Pierre Courtine              |           |                                |
| 11 septembre 1944                        | mai 1945                            | délégation spéciale                 |           |                                |
| mars 1983                                | juin 1995                           | Norbert Rigoulet                    |           |                                |
| juin 1995 (réélu en 2020)                | En cours (au 3 juin 2025)           | Guy Sauvadet                        |           | Exploitant agricole - Retraité |

### Politique environnementale
La commune d'Aix-la-Fayette est adhérente du parc naturel régional Livradois-Forez.

## Population et société

### Démographie
Les habitants sont nommés les Aixois et les habitantes les Aixoises.
L'évolution du nombre d'habitants est connue à travers les recensements de la population effectués dans la commune depuis 1793. Pour les communes de moins de 10 000 habitants, une enquête de recensement portant sur toute la population est réalisée tous les cinq ans, les populations de référence des années intermédiaires étant quant à elles estimées par interpolation ou extrapolation. Pour la commune, le premier recensement exhaustif entrant dans le cadre du nouveau dispositif a été réalisé en 2006.

En 2022, la commune comptait 99 habitants, en évolution de +8,79 % par rapport à 2016 (Puy-de-Dôme : +2,1 %, France hors Mayotte : +2,11 %).
| 1793 | 1800 | 1806 | 1821 | 1831 | 1836 | 1841 | 1846 | 1851 |
| ---- | ---- | ---- | ---- | ---- | ---- | ---- | ---- | ---- |
| 702  | 870  | 675  | 735  | 795  | 863  | 904  | 866  | 799  |

| 1856 | 1861 | 1866 | 1872 | 1876 | 1881 | 1886 | 1891 | 1896 |
| ---- | ---- | ---- | ---- | ---- | ---- | ---- | ---- | ---- |
| 840  | 785  | 713  | 695  | 673  | 640  | 589  | 640  | 603  |

| 1901 | 1906 | 1911 | 1921 | 1926 | 1931 | 1936 | 1946 | 1954 |
| ---- | ---- | ---- | ---- | ---- | ---- | ---- | ---- | ---- |
| 548  | 501  | 502  | 423  | 393  | 360  | 321  | 288  | 222  |

| 1962 | 1968 | 1975 | 1982 | 1990 | 1999 | 2006 | 2011 | 2016 |
| ---- | ---- | ---- | ---- | ---- | ---- | ---- | ---- | ---- |
| 207  | 170  | 146  | 116  | 91   | 100  | 80   | 71   | 91   |

| 2021 | 2022 | - | - | - | - | - | - | - |
| ---- | ---- | - | - | - | - | - | - | - |
| 97   | 99   | - | - | - | - | - | - | - |

## Culture locale et patrimoine

### Lieux et monuments
- Vestige d'un château en ruine.
- Ex-château de La Bessière.
- Ex-château de Fangonnet.
- Église du XIXe siècle.

### Personnalités liées à la commune
Le château, construit sur une ancienne motte castrale serait le premier fief de la famille Motier de La Fayette, qui a fourni à la France une lignée d’officiers supérieurs valeureux, dont le plus célèbre est certainement (surtout aux États-Unis) Gilbert du Motier, marquis de La Fayette (lequel n'est cependant jamais venu à Aix-la-Fayette).